# Содражица
Содражица (словен. Sodražica) је насеље и управно средиште истоимене општине Содражица, која припада Југоисточнословеначкој регији у Републици Словенији.
По попису становништва из 2011 године, насеље Содражица имало је 832 становника.

## Историја
До територијалне реорганизације у Словенији била је у саставу старе општине Рибница.